# Abrantes
Abrantes – miejscowość w Portugalii, leżąca w dystrykcie Santarém, w regionie Centrum w podregionie Médio Tejo, nad rzeką Tag.

## Krótki opis
Miejscowość jest siedzibą gminy o tej samej nazwie. Prawa miejskie od 1916. Ośrodek handlowy. Przemysł drzewny i ceramiczny.

## Zabytki
- Zamek w Abrantes

## Demografia
| Liczba ludności gminy Abrantes (1801–2011) | Liczba ludności gminy Abrantes (1801–2011) | Liczba ludności gminy Abrantes (1801–2011) | Liczba ludności gminy Abrantes (1801–2011) | Liczba ludności gminy Abrantes (1801–2011) | Liczba ludności gminy Abrantes (1801–2011) | Liczba ludności gminy Abrantes (1801–2011) | Liczba ludności gminy Abrantes (1801–2011) | Liczba ludności gminy Abrantes (1801–2011) | Liczba ludności gminy Abrantes (1801–2011) |
| ------------------------------------------ | ------------------------------------------ | ------------------------------------------ | ------------------------------------------ | ------------------------------------------ | ------------------------------------------ | ------------------------------------------ | ------------------------------------------ | ------------------------------------------ | ------------------------------------------ |
| 1801                                       | 1849                                       | 1900                                       | 1930                                       | 1960                                       | 1981                                       | 1991                                       | 2001                                       | 2004                                       | 2011                                       |
| 17 796                                     | 17 790                                     | 27 453                                     | 39 327                                     | 51 869                                     | 48 653                                     | 45 697                                     | 42 235                                     | 41 326                                     | 39 325                                     |

## Sołectwa

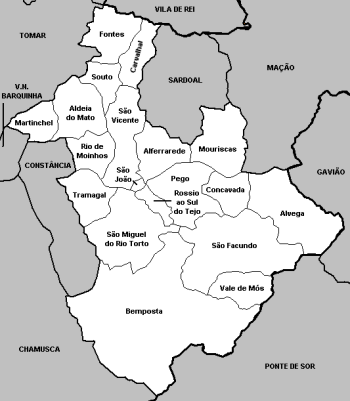
Granice sołectw gminy Abrantes

Sołectwa gminy Abrantes (ludność wg stanu na 2011 r.)
- Aldeia do Mato – 441 osób
- Alferrarede – 3884 osoby
- Alvega – 1499 osób
- Bemposta – 1795 osób
- Carvalhal – 722 osoby
- Concavada – 653 osoby
- Fontes – 627 osób
- Martinchel – 604 osoby
- Mouriscas – 1832 osoby
- Pego – 2431 osób
- Rio de Moinhos – 1202 osoby
- Rossio ao Sul do Tejo – 2012 osób
- São Facundo – 927 osób
- São João – 1699 osób
- São Miguel do Rio Torto – 2869 osób
- São Vicente – 11 622 osoby
- Souto – 418 osób
- Tramagal – 3500 osób
- Vale de Mós – 588 osób

## Miasta partnerskie
- Parthenay, Francja
- São Nicolau, Republika Zielonego Przylądka
- Arnedo, Hiszpania
- Weinstadt, Niemcy
- Tipperary, Irlandia
- Kosowo Pole, Kosowo